# Seda Dudurkaevaa
Seda Dudurkaeva es una mujer Chechena y ciudadana rusa arrestada en Turquía como presunta terrorista. Es la viuda del destacado comandante georgiano-checheno del Estado Islámico, Abu Omar al-Shishani. También es hija del destacado exjefe del servicio de migración de Chechenia, Asu Dudurkayev.

## Biografía
Su inmigración a Siria para casarse con Al-Shishani y su posterior arresto en Turquía atrajeron la atención de la prensa. El escándalo resultante provocó la destitución de su padre de su cargo.
El terrorista Abu Nuradin Rustamov exigió que el gobierno turco liberara a Seda Dudurkayeva. El gobierno de Turco se negó y la puso en la lista de buscados. Abu Nuradin Rustamov fue detenido en Georgia.
Servicio de Seguridad del Estado de Georgia confirmó la detención
Seda Dudurkaeva es hija del otrora influyente funcionario checheno Asu Dudurkaev. Huyó a Siria en 2013. Al escapar de la casa de su padre, puso fin a la carrera de su padre: fue expulsado públicamente Ramzan Kadyrov de su cargo, supuestamente debido a la corrupción en su departamento. Al mismo tiempo, ni antes ni después de la reprimenda pública, el exfuncionario nunca fue acusado formalmente..